# Onkioja
De Onkioja is een beek in het noorden van Zweden, komt uit het meertje Onkijärvi en is ongeveer 2 kilometer lang.